# Vomero

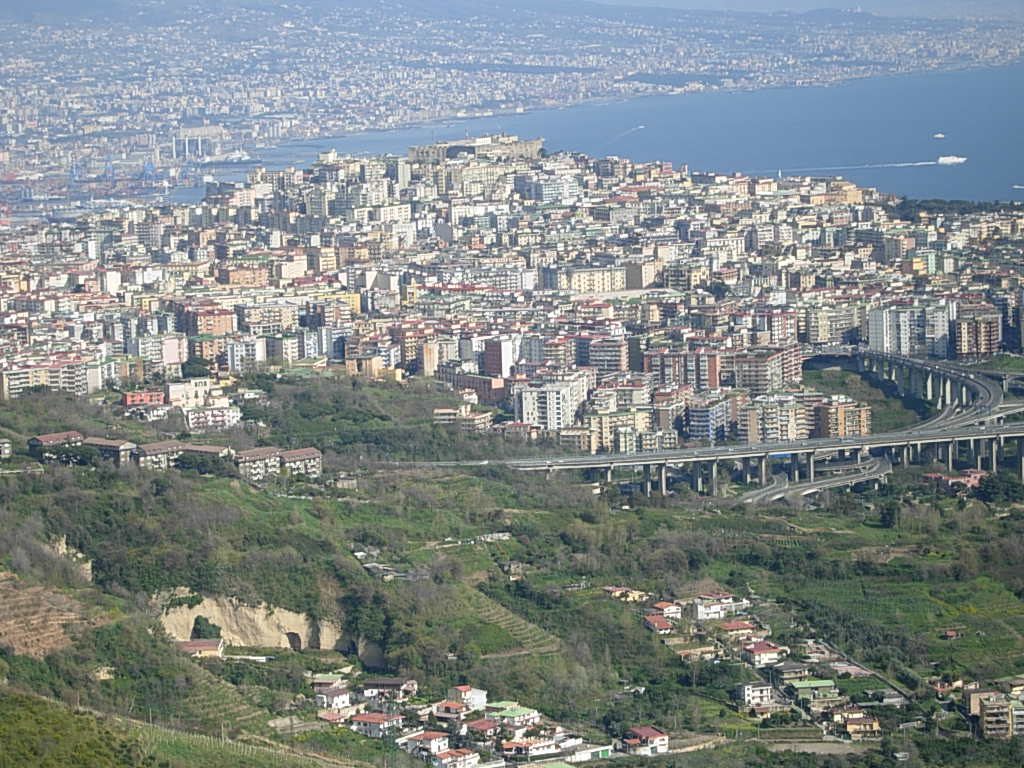
Panoramă a cartierului Vomero.

Vomero este un cartier central al orașului Napoli, cu o populație de aproximativ 48.000 de locuitori.

## Geografie

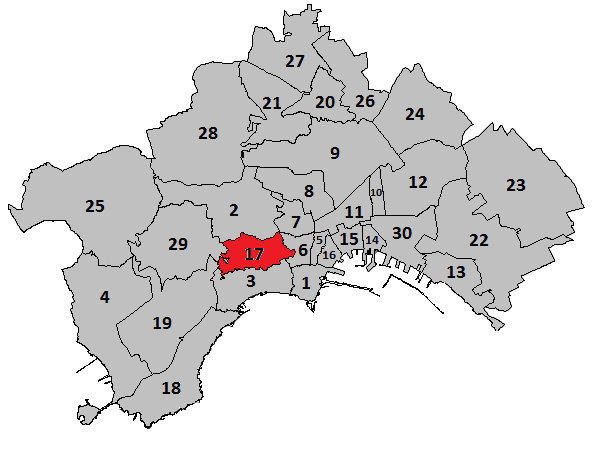
Planul cartierelor oraşului Napoli: Vomero nr. 17

Vomero este o zonă deluroasă și puternic urbanizată în centrul orașului Napoli, aici locuind persoane din clasa de mijloc bogată. Spre nord, Vomero se învecinează cu cartierul Arenella, spre vest cu Soccavo și Fuorigrotta, spre sud cu Chiaia, spre est cu Montecalvario și spre nord-est cu Avvocata.

## Istoric
Numele său provine probabil de la vechea sa funcție agricolă și de la cuvântul "vomere" (plugărit). Datorită culturilor agricole de aici, zona a fost poreclită timp de mai multe secole "Dealul de broccoli".
În zilele noastre Vomero este o zonă rezidențială care a păstrat puțin din trecutul său rural. De la începutul secolului al XX-lea zona a experimentat o creștere dramatică în ceea ce privește locuințele rezidențiale. În această perioadă, au fost construite numeroase locuințe în jurul Villei Floridiana, a Castelului Sant'Elmo și a conventului San Martino, inclusiv vile în stil Art Nouveau târziu și case mari pentru clasa de mijloc superioară. Cu toate acestea, există încă clădiri istorice în apropierea monumentele menționate mai-sus cum ar fi Villa del Pontano și o clădire veche a biroului vamal al Bourbon. Ambele sunt situate în zona Antignano, una dintre cele mai populare și mai vechi din Vomero. După cel de-al Doilea Război Mondial cartierul a început să se extindă înspre dealul Camaldoli.

## Transport
Noul sistem de metrou a contribuit la creșterea vitezei sistemului de transport public și la decongestionarea traficului în ultimii ani. El conectează acum Vomero cu centrul orașului și cu cartierele suburbane din nord.

## Cultură și sport
Internapoli Camaldoli S.S.D. este principala echipă de fotbal a zonei. 

## Imagini

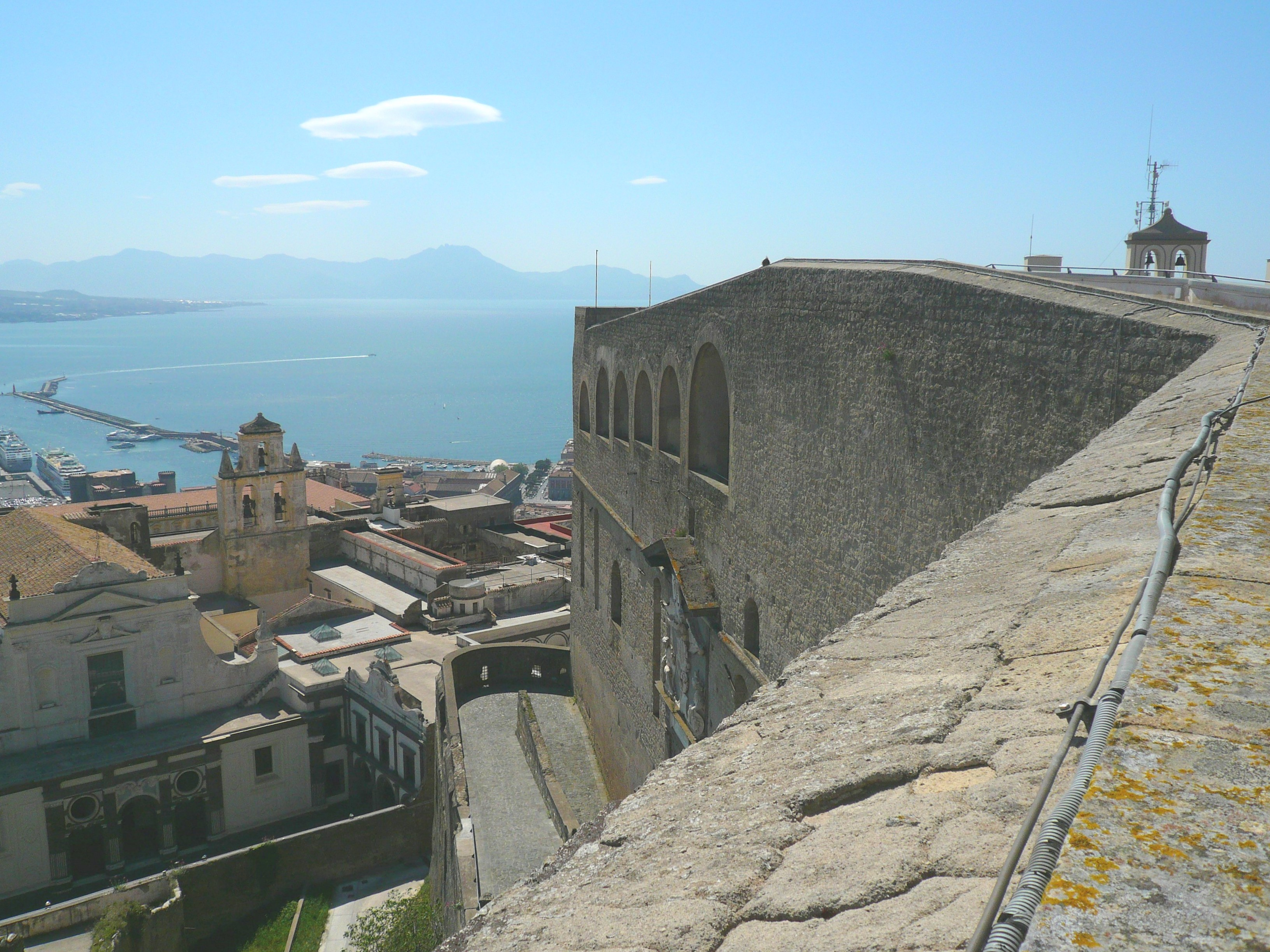
Panoramă din fortăreaţa Sant'Elmo.
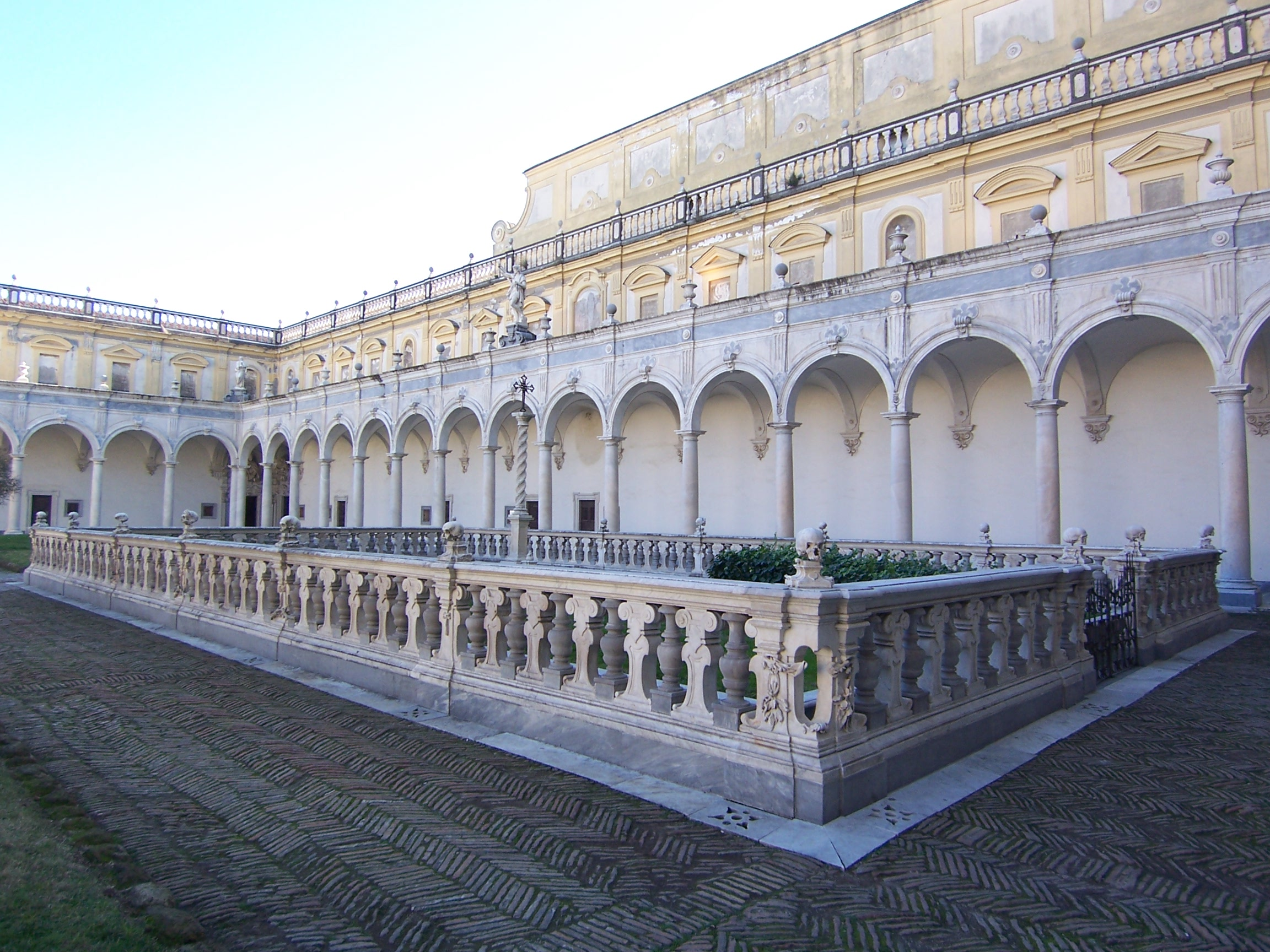
Conventul Sf. Martin, datând din secolul al XIV-lea.